# Língua ratahan
Ratahan (ou Toratán) é uma língua Austronésia falada por cerca de 500 pessoas na Celebes do Norte, na Indonésia. O idioma é falado principalmente na região sudeste de Minahasa.

## Escrita
A língua usa o alfabeto latino sem as letras P, V, Z. Usam-se as formas Ng e Ny.;